# 章安县
章安县，东汉到唐朝的县名，在今浙江省台州市椒江区章安街道。
东汉建武年间，改回浦县设章安县，是会稽郡东部都尉的治所。孙吴太平二年（257年），设立临海郡，章安县为临海郡的治所。西晋、东晋、刘宋、南齐、南梁、南陈沿置，隋朝开皇九年（589年），灭南陈，废章安县，唐朝武德四年（621年），分割临海县复设章安县，武德八年（625年），再次废除。